# Капанеј
Капанеј је у грчкој митологији био син Хипоноја и Астиноме или Лаодике. Био је ожењен Еуадном или Јаниром и имао сина Стенела.

## Митологија
Био је један од војсковођа у походу седморице против Тебе који је дошао из Аргоса. Описан је као човек џиновског раста, охол и разметљив, па је тако тврдио да ће уништити град упркос вољи богова, па чак и самог Зевса. Због тога га је у тренутку када се летвицама попео до врха Електрине или Огигијске капије Зевс погодио муњом. Аполодор је писао да је Капанеј био један од хероја кога је Асклепије вратио у живот. У Делфима је постојала статуа посвећена њему.

## У уметности
Данте га је у својој „Божанственој комедији“ споменуо како трпи болове у седмом кругу пакла. Заједно са другим богохулницима, он је бачен на врео песак док на њега пада киша од пламена. Он тамо и даље проклиње бога (пошто је паганин проклиње Јупитера), упркос томе што су онда болови још јачи. Иако се тако види његово јунаштво, Вергилије га оштро осуђује.